# Яйца Сарду
Яйца Сарду́ (англ. eggs Sardou) — яичное блюдо на завтрак в креольской кухне Луизианы на основе яиц-пашот с артишоками, анчоусами и трюфелем под голландским соусом. Мэтр французской кухни Огюст Эскофье в «Кулинарном путеводителе» предлагал сервировать яйца Сарду на крутонах из слоёного теста с головками спаржи и трюфельной соломкой под соусом из донышек артишоков со сливками. Яйца Сарду обнаруживают сходство с двумя другими яичными блюдами: яйцами Бенедикт и по-флорентийски, рецепты путают, и в некоторых из них среди ингредиентов яиц Сарду обнаруживаются и шпинат по-флорентийски, и рубленая ветчина Бенедикт. Самая популярная вариация классического рецепта яиц Сарду — без анчоусов, но со сливочным шпинатом.
Автором блюда считается владелец ресторана Antoine’s во Французском квартале Нового Орлеана Антуан Альчиаторе, давший ему имя французского драматурга Викторьена Сарду по случаю устроенного в честь драматурга торжественного обеда. По ещё одной версии, Альчиаторе сервировал драматургу блюдо его имени на завтрак в своём ресторане в 1908 году. В Луизиане яйца Сарду наряду с креветками и кашей из молотой кукурузы гритс — типичное блюдо на поздний, приближающийся к бранчу «соул-завтрак» по воскресеньям, известный под таким именем с 1960-х годов, но подразумевавший прежде плотный завтрак, необходимый чернокожим работникам.